# Шалекенов, Санат Нурумович
Санат Нурумович Шалекенов (род. 4 апреля 1989, Актюбинск) — казахстанский футболист, защитник.

## Клубная карьера
Воспитанник актюбинского футбола. Футбольную карьеру начинал в 2007 году в составе клуба «Актобе-Жас» в первой лиге. 18 апреля 2007 года в матче против клуба «Атырау» дебютировал в кубке Казахстана (1:2).
В начале 2010 года подписал контракт с клубом «Тобол» Костанай. 22 марта 2010 года в матче против клуба «Тараз» дебютировал в казахстанской Премьер-лиге (1:0). 6 апреля 2022 года в матче против клуба «Арыс» дебютировал в кубке Казахстана (2:1).

## Достижения
«Тобол»
- Чемпион Казахстана: 2010

«Актобе»
- Чемпион Казахстана: 2013

## Клубная статистика
| Игровая карьера | Игровая карьера | Игровая карьера | Лига | Лига | Кубок | Кубок | Межд. | Межд. | Др. | Др. |
| --------------- | --------------- | --------------- | ---- | ---- | ----- | ----- | ----- | ----- | --- | --- |
| 2007            | Актобе-Жас      | Б               | 18   | 0    | 1     | 0     | —     | —     | —   | —   |
| 2008            | Актобе-Жас      | Б               | 21   | 0    | 1     | 0     | —     | —     | —   | —   |
| 2009            | Актобе-Жас      | Б               | 5    | 0    | 1     | 0     | —     | —     | —   | —   |
| 2013            | Актобе          | А               | 4    | 0    | 4     | 0     | —     | —     | —   | —   |
| 2014            | Актобе          | А               | —    | —    | —     | —     | —     | —     | —   | —   |
| 2014            | Акжайык         | Б               | —    | —    | —     | —     | —     | —     | —   | —   |
| 2016            | Каспий          | Б               | 13   | 0    | 3     | 1     | —     | —     | —   | —   |
| 2022            | Актобе Сити     | В               | 4    | 1    | 1     | 0     | —     | —     | —   | —   |